# Бунаков, Василий Александрович
Василий Александрович Бунаков (1839—1897) — генерал-лейтенант, начальник Главного управления казачьих войск, участник русско-турецкой войны 1877—1878 гг.

## Биография
Василий Бунаков родился в 1839 году; из дворян.
По окончании Константиновского военного училища произведён в офицеры 30 июня 1858 года и назначен в лейб-гвардии Литовский полк. В 1864 году окончил прохождение курса наук в Николаевской академии Генерального штаба и служил на должностях Генерального штаба в Петербургском военном округе. В 1865 г. опубликовал большую статью «Значение местных предметов, влияние их на характер боя и расположения в них войск» («Военный сборник», № 7).
В 1875 году был назначен начальником штаба 2-й гвардейской кавалерийской дивизии, которой командовал генерал И. В. Гурко. Вместе с последним Бунаков участвовал в русско-турецкой войне 1877—1878 гг. и в двух его переходах через Балканы, летнем и зимнем, в боях под Карабунаром, Ески-Загрой, Ени-Загрой, Горным Дубняком, при взятии Телиша, занятии Врацы и в движении к Филиппополю. 7 апреля 1878 года Бунаков был награждён орденом св. Георгия 4-й степени
За отличие против Турок при взятии г. Враца, 28 Октября 1877 года.
В 1878 г. Бунаков был назначен членом Комитета по устройству и образованию войск и 6 июня того же года произведён за боевые отличия в генерал-майоры (со старшинством от 19 декабря 1877 г.). Бунаков за турецкую войну также был удостоен ордена св. Владимира 3-й степени с мечами (1877 г.) и золотой сабли с надписью «За храбрость» (1878 г.)
В 1880 году Василий Александрович Бунаков был назначен начальником штаба 2-го армейского корпуса, а в 1881 году начальником штаба Виленского военного округа. Последнюю должность Бунаков исполнял в течение десяти лет, и при нём собраны и разработаны материалы, послужившие к статистическому описанию округа.
В 1886 году был произведён в генерал-лейтенанты, а в 1891 году назначен начальником Главного управления казачьих войск. Занимая этот пост, Бунаков последние шесть лет жизни посвятил работам по улучшению экономической и военной сторон жизни казачьих войск, проведя многие реформы (упорядочение эксплуатации нефтяных земель кавказских казачьих войск, городовое положение, меры к усилению боевой готовности).
Василий Александрович Бунаков умер 1 января 1897 года.

## Награды
- Среди прочих наград имел ордена св. Станислава 1-й степени (1881), св. Анны 1-й степени (1883) и св. Владимира 2-й степени (1884).